# Acide 4-tert-butylbenzoïque
L'acide 4-tert-butylbenzoïque ou acide p-tert-butylbenzoïque, PTBBA (de l'anglais) est un acide carboxylique. Il est utilisé dans l'industrie des plastiques (additif stabilisateurs des PVC, sous forme de sels métalliques, et des résines.

## En Europe
Selon les données apportées par les producteurs à l'Europe, ce produit ne serait pas produit dans l'union européenne où 98 % du marché du PTBBA est occupé par environ 30 clients (2 000 à 4 000 t/an). (donnée 2006).

### Évaluation des risques
Ce produit est réputé pouvoir contaminer l'environnement, essentiellement sous sa forme p-tertbytylbenzoate dont la tension de vapeur est de 0,057 Pa (20 °C), la solubilité dans l'eau est de 47,1 et 12 600 mg·L-1 (à un pH respectif de 4,3 et 7) et un log Kow de 3,4 (21 °C).
Il a récemment fait en Europe l'objet d'une évaluation des risques au regard de la santé et de l'environnement, mais le comité final d'évaluation SCHER (« Scientific Committee on Health and Environmental Risks ») de l'union européenne n'a pas pu avoir accès aux données confidentielles des entreprises, qui ont servi à élaborer le rapport. Le comité a donc conclu que l'évaluation lui semblait respecter le protocole recommandé mais sans possibilités pour le comité de vérifier les évaluations d'expositions proposées par les fabricants du produit. En supposant que les données confidentielles utilisées étaient exactes et que les calculs d'exposition effectués à l'aide de ces données étaient correctes, et selon les hypothèses posées par le rapport, le comité a conclu que les conclusions du rapport semblaient valables pour tous les compartiments de l'environnement proposés par le rapport d'évaluation, c'est-à-dire qu'il n'y avait pour le moment pas besoin de plus d'informations et/ou de tests que ceux déjà disponibles. Il est nécessaire de limiter les risques, tout en tenant compte des mesures de réduction des risques déjà mises en œuvre.
L'usage dans les résines n'a pas fait l'objet d'évaluation pour l'environnement par le SCHER.